# 대구광역시교육연수원
대구광역시교육연수원(大邱廣域市敎育硏修院, Daegu Education Training Institute)은 대구광역시교육청 소속 공무원의 직무수행 능력을 배양하고 학생들의 글로벌 문화체험 및 각종 외국어 교육을 위하여 대구광역시교육청 산하에 설치된 직속기관이다.
원장은 교육연구관으로 보한다.
본래는 동구 신무동에 있었다가, 2014년 말 달서구 감삼동으로 이전했다.

## 연혁
- 1991년 3월 1일: 대구직할시교원연수원 설치
- 1995년 1월 1일: 대구광역시교원연수원으로 변경
- 1999년 9월 1일: 대구광역시교원연수원, 대구광역시교육원, 대구광역시학생종합야영장을 통합해 대구광역시교육연수원으로 개원
- 2014년 12월 31일: 동구 신무동에서 달서구 감삼동으로 연수원 이전

## 조직
원장
- 기획부
- 연수부
- 글로벌교육부
- 총무부